# Wapen van Gerkesklooster-Stroobos

Wapen van Gerkesklooster-Stroobos

Het wapen van Gerkesklooster-Stroobos is het dorpswapen van het Nederlandse tweelingdorp Gerkesklooster-Stroobos, in de Friese gemeente Achtkarspelen. Het wapen werd in 1994 geregistreerd.
Later groeiden beide dorpen naar elkaar toe en de bewoners vormen nu één dorpsgemeenschap. Daarom heeft dit tweelingdorp Gerkeskleaster-Stroobos één dorpswapen en één vlag.

## Beschrijving
De blazoenering van het wapen luidt als volgt:
In sinopel een gaffel van zilver, links vergezeld van een bos stro, rechts van een anker, beide van goud, in het schildhoofd van keel een lelie van goud.
De heraldische kleuren zijn: sinopel (groen), zilver (zilver), goud (geel) en keel (rood).

## Symboliek
- Gaffel: verwijst naar het samenkomen van meerdere waterwegen bij de dorpen.[2]
- Rood schildhoofd: verwijzing naar de bebouwing van het dorp.[2]
- Lelie: symbool voor het cisterciënzer klooster Jeruzalem, ook wel bekend als Gerkesklooster.[2]
- Anker: verwijzing naar de plaatselijke scheepvaart en scheepsbouw.[2]
- Bos stro: sprekend deel, verwijzend naar het dorp Stroobos.[2]

## Zie ook

Vlag van Gerkesklooster-Stroobos